# Церква Івана Хрестителя (Городок)
Церква Івана Хрестителя — дерев'яна церква у місті Городок Львівської області.

## Історія
Теперішня церква побудована на місці старої в 1754 році. Настінний розпис у храмі виконав Федір Щербокоський у 1861 році. У 1980 році церкву реставрували за проектом архітектора Богдана Кіндзельського. Храм є пам'яткою архітектури галицької школи. Певний час тут був влаштований краєзнавчий музей. У кінці 1980-х років у церкві відновили богослужіння. Сьогодні це храм громади ПЦУ.

## Опис
Знаходиться недалеко центру міста, за 90 м на південь від траси до Мостиськ, на рівній ділянці серед забудови. Тризрубна, триверха, розмірами 19,8×6,8 м. Три об'єми квадратові в плані (нава незначно ширша), їх оточує стрімке піддашшя, яке при західній стіні бабинця розриває односхилий дашок на вхідними дверима, а при східній стіні — прибудована дерев'яна каплиця, вкрита двосхилим дахом. У південних стінах нави і вівтаря існують бічні входи.
Стіни підопасання шальовані вертикально дошками і лиштвами, надопасання — кожуховані гонтами. Дахи церкви також вкриті гонтами. Будівлю завершують три низькі восьмерики (над навою більший), вкриті невеликими верхами, які вінчають ліхтарі з маківками. На північний схід від церкви в 1863 р. звели високу муровану триярусну дзвіницю.

Дзвіниця (1863 року) в цієї церкви мурована. Високу вежу видно здалека, і вона є одним із символів цього міста. У 1802 році біля церкви також збудовано невеличку муровану каплицю Усікнення голови Івана Хрестителя.

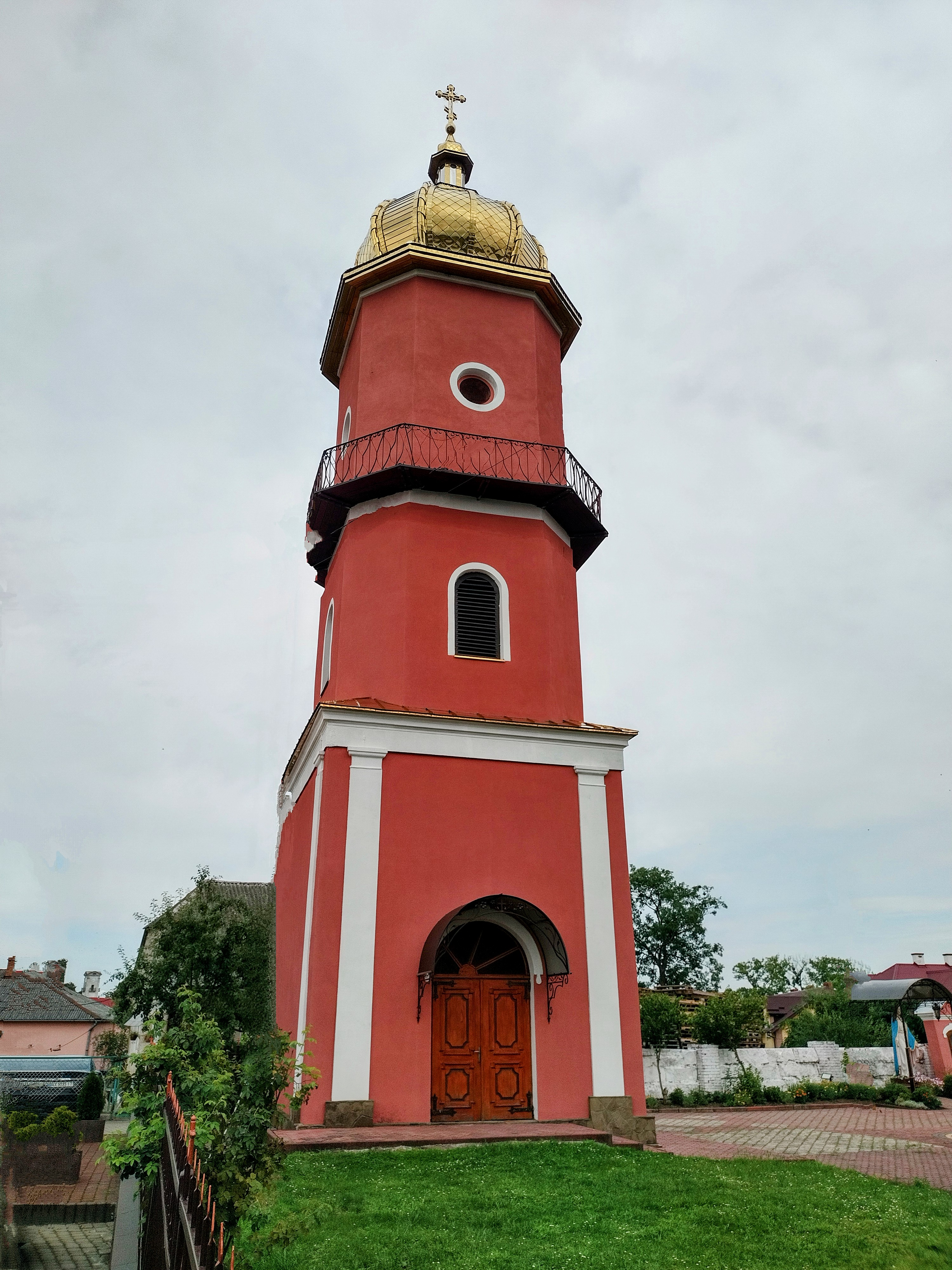
Дзвіниця